# Madeline - Il diavoletto della scuola
Madeline - Il diavoletto della scuola (Madeline) è un film del 1998 diretto da Daisy Von Scherler Mayer.
La pellicola è ispirata alla serie di romanzi Madeline che Ludwig Bemelmans ha scritto a partire dal 1939.
È interpretato da Frances McDormand, Nigel Hawthorne e Hatty Jones nella sua prima apparizione cinematografica.

## Trama
Madeline è una vivace ragazzina di 10 anni che ha perso i genitori da piccola. Assieme alle sue undici compagne (la migliore amica Aggie, la peggiore di tutte Vicki, mentre le altre si chiamano Chantal, Lucinda, Beatrice, Serena, Lulu, Julie, Stacey, Veronica, Marie-Odile) frequenta un collegio della Parigi del 1956, dove vive da sempre come fosse casa sua. Le ragazze vivono e studiano sotto la tutela di suor Clavel, una suora in apparenza severa ma che in realtà prova un profondo affetto verso le sue allieve, e di Hélène, la cuoca del collegio. Un giorno, la dolce e anziana proprietaria del collegio, Lady Covington, che prima era una normale ragazza francese, muore a causa di una lunga malattia, e suo marito, l'avaro Lord Covington, come nuovo proprietario del collegio decide di vendere la scuola ad alcuni ambasciatori mondiali.
Intanto Madeline e le sue amiche conoscono l'affascinante e coraggioso Pepito, il figlio dell'ambasciatore spagnolo che si è appena trasferito nei pressi del collegio, assumendo Leopold, un istitutore francese, per istruire il ragazzo. Ma Leopold, presentatosi con falso curriculum, è in realtà un delinquente infanticida e cerca di cogliere l'occasione giusta per rapire Pepito e, se i genitori non pagheranno il riscatto, ucciderlo, facendosi aiutare da due uomini idioti che, per non farsi scoprire, si sono infiltrati come clown in un circo appena arrivato in città. Pepito si dimostra all'inizio antipatico ma, in seguito, diventerà alleato di Madeline per riuscire nel piano contro Covington, con grande disappunto di Leopold, che non riesce mai a rimanere solo in casa con lui, per rapirlo.
Iniziano qui le avventure di Madeline che con l'aiuto delle sue amiche e di Pepito mette dei miniciccioli nell'erba del giardino per allontanare le ambasciate potenzialmente interessate ad acquistare la proprietà. Un giorno, mentre Miss Clavel, Madeline e le sue amiche escono dal collegio per fare una passeggiata a Notre-Dame, Madeline cade nelle acque della Senna e viene salvata da un cane randagio che scappa subito dopo il salvataggio. Il giorno seguente, Madeline rimane al collegio da sola, ritrova il cane randagio davanti alla porta e lo adotta dandogli il nome di Genevieve. Essendo però proibito tenere animali a scuola, le ragazze lo mettono dentro una cuccia fuori dall'edificio, ma dopo mesi, in una sera invernale, Lord Covington scopre l'accaduto e libera il cane, che scappa via. Madeline intanto sospetta qualcosa su Leopold, quando questi parla con un clown del circo, ed infatti si sta preparando per prendere Pepito il giorno dopo. Covington comunica che la scuola sarà venduta di lì a due giorni.
Il giorno seguente, Suor Clavel, Madeline e le ragazze escono per cercare Genevieve, ma senza successo, quindi vanno a rilassarsi nel circo vicino, per riprendersi dalla tristezza di quanto comunicato. Madeline, convinta di dover trovare una nuova famiglia entro un giorno solo, decide di fare la giocoliera e di andare via con il circo, lasciando il suo cappello ad Aggie, la sua migliore amica, dicendole di non dire niente a nessuno. In quel momento, approfittando di un temporale che allontana l'ambasciatore spagnolo e suor Clavel, Leopold e i due falsi clown rapiscono Pepito, e in seguito anche Madeline, unica testimone del rapimento, in modo da chiedere il riscatto anche a Lord Covington e alla scuola. Intanto le amiche tornano al collegio e, dopo essere stata scoperta, Aggie confessa a tutti che Madeline è scappata con il circo: in realtà lei e Pepito sono stati rapiti e legati su un furgone rubato ai circensi e guidato da Leopold.
Allora Suor Clavel inizia a cercare la ragazza e per strada ritrova il cane Genevieve, avvertendo anche la polizia insieme ai genitori di Pepito. Le ricerche durano tutta la notte. All'alba, poiché il riscatto non è stato pagato, è il momento per Leopold di uccidere Pepito. Ma Madeline e Pepito fuggono dai rapitori a bordo di una motocicletta nel furgone. Leopold li insegue per ucciderli e quando spunta dall'altro capo di strada Suor Clavel, tenta di investire anche lei (anche perché ella, come suora, lo rifiutò, quando lui la corteggiava), ma Genevieve ringhia dall'auto e spaventa i due clown-rapitori, che accidentalmente fanno sbagliare a Leopold la manovra e finiscono tutti e tre con il furgone nella Senna- Leopold è costretto ad arrendersi alla polizia. Pepito, accompagnato da Suor Clavel, torna a casa dai suoi genitori, mentre Madeline e la suora tornano al collegio, acclamate dalle ragazze e da Helene. In quell'istante Lord Covington trova finalmente due acquirenti disposti a comprare la scuola, cioè gli ambasciatori uzbeki.
A questo punto, Madeline scopre che Lord Covington è buono e vuole vendere l'edificio perché si sente triste e solo dopo aver perso la tanto amata moglie. Così la bimba gli fa capire che la moglie è come se fosse viva nella scuola stessa e soffrirebbe se lui la vendesse. Colpito dalla saggezza della piccola, Covington si commuove e decide di non vendere mai più il collegio, così come gli ambasciatori rifiutano la vendita.